# 科学与艺术委员会
科学与艺术委员会（法語：Commission des Sciences et des Arts）法国曾经的一个科学与艺术机构，成立于1798年3月16日，由167名成员组成，除其中16人以外的其他所有人都加入了拿破仑·波拿巴对埃及的远征，并制作了《埃及記述》（1809-1829年间以37卷出版）。委员会半数以上为工程技术人员，其中有4位数学家，4位天文学家，4位建筑师，4位经济学家，3位古董商，9位素描画家、雕刻师、雕塑家、音乐家，7位普通医生和外科医生，4位药剂师，6位植物学家、动物学家，4位矿物学家、采矿工程师，5位化学家，15位地理工程师，27 名路桥工程师，6 名海事工程师，16 名机械师，9 名东方学家、翻译，3 名作家，24 名拉丁文、希腊文和阿拉伯文印刷工。拿破仑像组织军队一样组织他的科学“军团”，将其成员分为5类，并给每个成员在原职能之外分配一个军衔和一个明确的军事角色（供应、住宿）。